# Mercado Secundario de Nombres de Dominio
La existencia de un Mercado Secundario de Nombres de Dominio data desde el primer instante que existieron los dominios, aunque su generalización y expansión se dio en el momento en que estos tuvieron un valor comercial en 1995 y con la consolidación de más Registrars en el mercado (2000) de nombres de dominio.

## Definición de mercado secundario
El Mercado secundario de nombres de dominio, también conocido como aftermarket, se refiere a aquellos dominios de internet que ya se han registrado por los canales tradicionales, pero han sido puestos a la venta por el titular del dominio.
El objetivo es la transmisión de titularidad de dominios a terceros al mayor valor posible por parte del titular original quien para ello se vale de diversas técnicas que pueden otorgarle un valor superior a un dominio, entre las que predominan las siguientes:
1.	Nombres Genéricos. Poseen un atractivo inherente y son altamente cotizados en el mercado secundario. El hecho de registrar un dominio genérico, le permite al titular original revenderlo en el mercado secundario prácticamente a cualquier postor pues su generalidad lo hace atractivo para un alto número de compradores aún sin colocarle ningún contenido o página WEB a dicho dominio. No se refiere a los gTLDs (Generic Top Level Domains).
2.	Técnicas SEO. Las técnicas de Optimización para Motores de Búsqueda, o Search Engine Optimization (SEO) implican generar un sitio para el dominio, el cual a través de dichas técnicas logrará posicionarse en los primeros lugares de Google, Bing y algunos otros motores de búsqueda. Esta técnica implica un trabajo y tiempo considerable para el titular del dominio y resulta atractivo para el comprador porque deja el dominio bien posicionado para las búsquedas. 
3.	Generación de Tráfico Básico. A través de Servicios de Alojamiento (Hosting y Parking) se puede llegar a generar una página de llegada de forma automatizada (Landing page) con ligas a productos y servicios que pagan al titular del dominio por cada clic recibido en sus sitios (Pay per click). Los titulares que implementan estas técnicas se benefician mientras el dominio se valúa.
4.	Generación de Tráfico Avanzado. Combinando las primeras 3 técnicas, y a la vez implementando un desarrollo de sitio apropiado para cada dominio se puede llegar a obtener un tráfico considerable a sitios con contenido relevante o alternativamente usando servicios como los de Google Adwords, con una excelente ubicación en los buscadores (SEO) y utilizando nombres de dominio altamente atractivos. Como ejemplo todos los nombres de ciudades + .com o + .MX o palabras genéricas como viajes.com, hoteles.com, etc.

## ¿Quiénes participan en este mercado secundario?
1.	Titular Original del dominio o vendedor: Quien registró el dominio a través de algún Registrar o Reseller de Dominios en el mercado primario (mecanismo tradicional de registro de dominios).
2.	Comprador: El interesado en adquirir el dominio quien puede comprar directamente o a través de un agente (brokers o escrows).
3.	Proveedores de Servicio (Marketplace): Las ventas pueden hacerse directamente entre compradores y titulares, o a través de un portal que intermedie en todo o parte del proceso. Son los brokers de dominios. Usualmente categorizan a compradores y titulares según su historial y portafolio (stocks de dominios), capacidad financiera, confiabilidad, etc. Los más comunes son Afternic.com, Sedo.com, Snapnames.com, Auctions.Godaddy.com NameDrive.com y RickLatona.com.
4.	Domainers: Buscan registrar cantidades considerables de dominios para revenderlos en mercados secundarios.

## ¿Qué implicaciones tiene en los TLDs?
Por un lado, la existencia de mercados secundarios permite evaluar el desempeño de un TLD en términos de apertura, volumen, atractivo de la marca país, estabilidad económica del país, sistema legal, etc. Ya que estos factores son tomados en cuenta por los principales inversionistas de los mercados secundarios.
Asimismo, estos mercados generan por propia cuenta un crecimiento importante en algunos TLDs. Algunas estimaciones indican que para el .com la cantidad de dominios en el mercado secundario debe andar cercana al 35%, sin embargo no es factible dar este dato con precisión.
Por otro lado, como cualquier actividad está sujeta a abusos y entre los más significativos se encuentran:
1.	Muy altos precios de los nombres más atractivos, generando y alimentando los ciclos de especulación. Para algunos esto es un problema pues los nombres más atractivos “ya no son baratos”.
2.	El cybersquatting el cual consiste en el registro y/o uso de mala fe de un dominio que infringe una marca comercial. Y aunque existen mecanismos para resolver este tipo de controversias como el UDRP o LDRP para que el titular de la marca obtenga el dominio en un tiempo relativamente corto (3 meses), dicho tiempo combinado con algunas técnicas de valoración de los dominios puede ser suficiente para que el cybersquatter obtenga una renta importante por dichos nombres.
3.	El typosquatting, el cual es similar al anterior, pero se aprovecha de los posibles errores (fonéticos o sintácticos) en los que podrían caer los usuarios o clientes de la marca comercial a la que se relaciona al escribir el dominio en el navegador.
4.	El Domain Tasting, generado principalmente por la existencia de períodos de gracia por parte del Registrar para recibir el pago después de que el dominio se ha puesto en el DNS, dado que el dominio ya funciona esto es aprovechado para generar tráfico con alguna técnica de valoración y por consiguiente el titular del dominio estará obteniendo un beneficio financiero aún sin haber pagado por el dominio. La práctica repetitiva de este abuso es conocido como Domain Kiting.
5.	Wildcard es una práctica implementada por Registries que buscan aprovechar los beneficios económicos del mercado secundario, apuntando TODOS los dominios no registrados a un sitio de llegada para monetizar las visitas y los clics.